# Tunnel van Nasproué
De tunnel van Nasproué is een spoortunnel in de gemeente Dison. De tunnel heeft een lengte van 195 meter. De dubbelsporige spoorlijn 37 gaat door de tunnel.